# Сахалінське нафтогазоконденсатне родовище
Сахалінське нафтогазоконденсатне родовище — належить до Талалаївсько-Рибальського нафтогазоносного району Східного нафтогазоносного регіону України. Найбільше в Україні розвідане родовище газу, запаси якого становлять 15 млрд м³.

## Опис
Родовище розташоване в Харківській області на відстані 15 км від м. Краснокутськ.
Знаходиться в центральній частині північної прибортової зони Дніпровсько-Донецької западини. Підняття виявлене в 1975 р.
Структура родовища являє собою куполовидну криптодіапірову складку з крутим південним крилом. У нижній частині верхньовізейських відкладів розміри купола близько 6,0х5,0 м, амплітуда близько 450 м. У 1981 р. з відкладів серпуховського ярусу (інт. 4280-4308 м) отримано фонтан газу дебітом 143 тис. м³/добу через штуцер діаметром 8 мм.
Поклади нафти пластові, склепінчасті, тектонічно екрановані, деякі літологічно обмежені. Колектори — пісковики.

## Експлуатація
Родовище експлуатується з 1984 р. Режим нафтових Покладів — розчиненого газу та газової шапки, газоконденсатних — газовий. Запаси початкові видобувні категорій А+В+С1 — 1144 тис.т нафти; конденсату — 1094 тис. т. Густина дегазованої нафти 828—850 кг/м³. Вміст сірки у нафті 0,046-0,056 мас.%.
З 1 грудня 2023 року, на виконання рішення суду щодо анулювання спецдозволу на родовище, ПрАТ «Видобувна компанія «Укрнафтобуріння» зупинило видобуток газу на Сахалінському родовищі. Про це йдеться у відповідному наказі ПрАТ "ВК "Укрнафтобуріння" від 30 листопада 2023 року № 116-АГД.

## Судові розгляди
8 серпня 2024 року ВАКС України закрив провадження з розгляду клопотання про скасування арешту по Сахалінському родовищу. Клопотання подавали колишні власники родовища, а саме компанія JKX Ukraїne B.V., пов’язана з Ігорем Коломойським.